# 武藤敬司☆SHOW
武藤敬司☆SHOW（むとうけいじ☆しょー）は、CS局「FIGHTING TV サムライ」で2007年8月から放送開始した武藤敬司によるプロレス番組。
武藤とレスラーの対談、全日本プロレス情報、武藤の歴史を試合で振り返るなど。月１回放送。
アシスタントは尾崎亜衣、尾崎由衣。
2008年の夏目ナナとの対談をきっかけに、プレイボーイチャンネルと全日本プロレスのコラボ興行、『PLAYBOY CHANNEL NIGHT 2008』が開催された。

## 放送内容
1. 馳浩と対談、武藤×マイク・バートン（02.4.10札幌）他
2. 船木誠勝と対談、グレート・ムタ×橋本真也 他
3. 西村修と対談、他